# Polskie Towarzystwo Heraldyczne
Polskie Towarzystwo Heraldyczne (w skrócie PTHer) – polskie towarzystwo naukowe specjalizujące się w heraldyce, założone w 1987 roku w Warszawie.

## Działalność[1]

godło PTHer z lat 1987–1991

Zebranie założycielskie prowadził jeden z ostatnich żyjących wówczas autorów publikujących na łamach przedwojennego pisma Miesięcznik Heraldyczny - prof. dr Aleksander Gieysztor, nie był on jednak członkiem przedwojennego Towarzystwa.
Zgodnie z celami statutowymi stawia sobie za cel rozwijanie, pogłębianie i upowszechnianie badań z dziedziny heraldyki jako nauki historycznej. Ponadto obszar zainteresowań członków obejmuje również inne nauki pozostające w związku z heraldyką (np. genealogia). Organizacja współpracuje z Polską Akademią Nauk, szkołami wyższymi oraz archiwami i muzeami w kraju i za granicą oraz innymi towarzystwa naukowymi.
Towarzystwo jest członkiem Międzynarodowej Federacji Genealogii i Heraldyki (franc. Confédération Internationale d'Héraldique et de Généalogie). Poza Warszawą towarzystwo ma oddziały terenowe w Krakowie, Lublinie i Poznaniu. Jednym ze statutowych celów PTHer (par. 7 pkt. 6 Statutu) jest konsultowanie z władzami samorządowymi spraw heraldycznych, zwłaszcza tworzenia nowych herbów. Członkowie Towarzystwa zasiadają w Komisji Heraldycznej przy MSWiA.
PTHer prowadzi również działalność wydawniczą i wystawienniczą (m.in. "Ars Heraldica" – Warszawa 1991, "Orzeł Biały" – Kraków 1994). Wydawnictwa cykliczne PTH to:
- „Biuletyn Polskiego Towarzystwa Heraldycznego” (zawieszony)
- „Rocznik Polskiego Towarzystwa Heraldycznego” (red. nauk. Sławomir Górzyński)

Badania naukowe i projekty badawcze realizowane przez Towarzystwo są ogłaszane na stronie www.pther.eu.
Wśród licznych projektów realizowanych przez Towarzystwo należy wymienić opracowanie wersji cyfrowej Metryki Koronnej, przygotowanie wykazu urzędników płockich (publikacja książkowa planowana na 2024 r.) i digitalizację akt sądowych  z okresu staropolskiego płockich, kowalskich, przedeckich, obecnie realizowane z południowego Mazowsza (publikacja planowana na stronie www w 2027 r.), Heroldii Królestwa Polskiego i wiele innych. Towarzystwa jest też instytucją sprawczą kilkudziesięciu monografii zwartych i zbiorowych.
Aktywność naukowa Towarzystwa to także liczne zebrania naukowe odbywające się w Warszawie (organizuje Zarząd Główny wraz  Oddziałem Warszawskim) oraz zebrania w oddziałach w Krakowie, Lublinie i Poznaniu
Towarzystwo realizuje także projekty poza Polską m.in. realizując konserwację nagrobków we Francji (Mieczysław Kamieński cm. Montmartre, Michała Wiszniewskiego cm. Cimiez w Nicei, groby polskie w Ouarville, Konstanty Czyszkowski cm. Montée de Silhol w Ales, Jana Nepomucena Mieszkowskiego w Poitiers, w roku 2024 zostaną odnowione dwa groby na cm. Tarbuquet w Mentonie).
W 2017 roku PTHer. zorganizowało I Kongres Heraldyki Polskiej. II Kongres odbył się w 2023 roku.

## Zarząd[2]
Prezesem Towarzystwa jest (od roku 2010):
- prof. dr hab. Sławomir Górzyński – prezes

Zarząd Główny PTHer (wybrany w 2021 roku):
- dr hab. prof. UKSW Przemysław Mrozowski - wiceprezes
- prof. dr hab. Jarosław Wenta - wiceprezes
- prof. dr hab. Andrzej Sikorski - sekretarz generalny
- dr hab. Tomisław Giergiel - zastępca sekretarza generalnego
- dr hab. prof. UKSW Artur Górak - skarbnik
- dr hab. prof. UŁ Marek Adamczewski - zastępca skarbnika
- prof. dr hab. Andrzej Wojciech Rachuba - członek zarządu głównego
- Jerzy Adam Mrozowicki - członek zarządu głównego
- dr Tomasz Sławiński - członek zarządu głównego
- dr hab. prof. UJ Marcin Starzyński - członek zarządu głównego
- dr hab. prof. UJ Janusz Pezda - członek zarządu głównego
- dr hab. prof. UMK Wiesław Nowosad - członek zarządu głównego

## Członkowie honorowi[1]
- Adam Heymowski,
- Conrad Marshall Swan,
- Andrzej Ciechanowiecki,
- Stefan Krzysztof Kuczyński,
- Włodzimierz Dworzaczek.